# Consejo Nacional de Educación (España)
El Consejo Nacional de Educación (CNE) fue un organismo español de carácter consultivo en materia de educación establecido en 1940 por la administración franquista.

## Historia
Vino a reemplazar al Consejo Nacional de Cultura del período republicano creado en 1932 (a su vez heredero del Consejo Nacional de Instrucción Pública), con un pequeño incremento en sus atribuciones.
Fue implantado mediante ley de 13 de agosto de 1940 (al parecer redactada por Luis Ortiz Muñoz y retocada por el ministro de Educación Nacional José Ibáñez Martín), dotándose de una estructura que remitía a los presupuestos nacionalcatólicos del nuevo régimen. En buena parte replicaba el proyecto de creación del Consejo Nacional de Educación y Cultura elaborado en 1938 por el entonces ministro Pedro Sainz Rodríguez. A lo largo de su primera época (1940-1952) su línea marchó paralela con la del respectivo responsable de la cartera de Educación, siendo el propio ministro su máximo responsable formal hasta el nombramiento del primer presidente del organismo en 1948, Wenceslao González Oliveros, que permanecería en el cargo hasta 1962. Fue reemplazado por Carlos Ruiz del Castillo, que a su vez fue cesado del cargo en julio de 1968 y reemplazado por Enrique Gutiérrez Ríos.
El ente se reformó sustancialmente en 1952, modificándose la forma de elección de consejeros, adóptandose una más marcada por la idea de un reparto orgánico entre «sectores» e «instituciones» en la composición del consejo.
Retocado superficialmente con la ley de educación de 1970, dejó de existir en 1985, con la llegada del marco regulatorio de la LODE y la creación del Consejo Escolar del Estado.

## Presidentes
- Wenceslao González Oliveros (1948-1962)
- Carlos Ruiz del Castillo (1962-1968)
- Enrique Gutiérrez Ríos (1968-1969)
- Federico Rodríguez y Rodríguez (1969-1974)
- Luis Sánchez Agesta (1974-1986)